# Tohoku Rakuten Golden Eagles
Tohoku Rakuten Golden Eagles (jap. 東北楽天ゴールデンイーグルス Tōhoku Rakuten Gōruden Īgurusu) – japoński klub baseballowy z Sendai, występujący w zawodowej lidze Nippon Professional Baseball w Pacific League.
Klub powstał w 2005 roku z inicjatywy japońskiej sieci sklepów internetowych Rakuten po tym, jak fuzji dokonały dwa zespoły Orix BlueWave i Kintetsu Buffaloes, tworząc jeden klub o nazwie Orix Buffaloes i jednocześnie zwalniając jedno miejsce w Lidze Pacyfiku.
W 2013 Golden Eagles zdobyli pierwszy w historii klubu mistrzowski tytuł, po pokonaniu w Japan Series Yomiuri Giants 4–3.

## Sukcesy
- Zwycięstwa w Japan Series (1):
2013
- Zwycięstwa w Pacific League (1):
2013